# Charles Griveaud
Charles Griveaud, francoski general, * 18. februar 1877, Charolles, Francija, † 31. julij 1956, Digoin, Francija.